# SKY Perfect JSAT Corporation
SKY Perfect JSAT Corporation (スカパーJSAT株式会社) est un important service japonais de télévision par satellite et de radiodiffusion numérique ainsi qu'un fournisseur d'accès à Internet. Son service de télévision est commercialisé sous les noms de SKY PerfecTV! et SKY PerfecTV! e2.

## Historique

Logo de la chaîne de télévision Animax

SKY Perfect conçoit, développe, produit et distribue des films, séries d'animations, programmes de télévision et de nombreux autres médias à partir de sa filiale SKY Perfect Well Think puis les diffuse à partir des chaînes de télévision par satellite (à péage) de sa filiale SKY PerfectTV!. Il assure, entre autres, la diffusion du réseau télévisé d'animes (アニメ) (Prononcer « ânimè » ) sur la chaîne Animax.
Itochu Corporation, Fuji Television and Sony Corporation en sont les principaux actionnaires.
Il ne faut pas confondre SKY Perfect avec British Sky Broadcasting situé au Royaume-Uni quand bien même la maison mère de cette dernière, News Corporation, ait été un des actionnaires les plus importants de SKY Perfect SAT dont elle est maintenant séparée.
SKY PerfecTV! est un service de télédiffusion par satellite, de radiodiffusion et de télévision interactive à la disposition des foyers japonais. Il est détenu par sa maison mère SKY Perfect JSAT Corporation.
|                                      | SKY PerfecTV!                   | SKY PerfecTV! HD                | SKY PerfecTV! e2                |
| ------------------------------------ | ------------------------------- | ------------------------------- | ------------------------------- |
| Système                              | DVB-S                           | DVB-S2                          | ISDB-S                          |
| Canal radio                          | Oui                             | Non                             | Non                             |
| Canal de Télévision haute définition | Non                             | Oui (HD uniquement)             | Oui                             |
| Video                                | MPEG-2                          | H.264/MPEG-4 AVC                | MPEG-2                          |
| Son                                  | MPEG-1 Audio Layer II           | MPEG-4 AAC                      | MPEG-2 AAC                      |
| Cryptage                             | ?                               | ?                               | B-CAS                           |
| Contrôle de copie                    | Oui (Une seule copie autorisée) | Oui (Une seule copie autorisée) | Oui (Une seule copie autorisée) |
| Canal                                | 290                             | 15                              | 70 (8 canaux HD)                |
| Satellite                            | JCSAT-3A et JCSAT-4A            | JCSAT-3A et JCSAT-4A            | N-SAT-110                       |
| Mise en service                      | 30 septembre 1996               | 1er octobre 2008                | Mars 2002                       |